# Tornado (wervelwind)

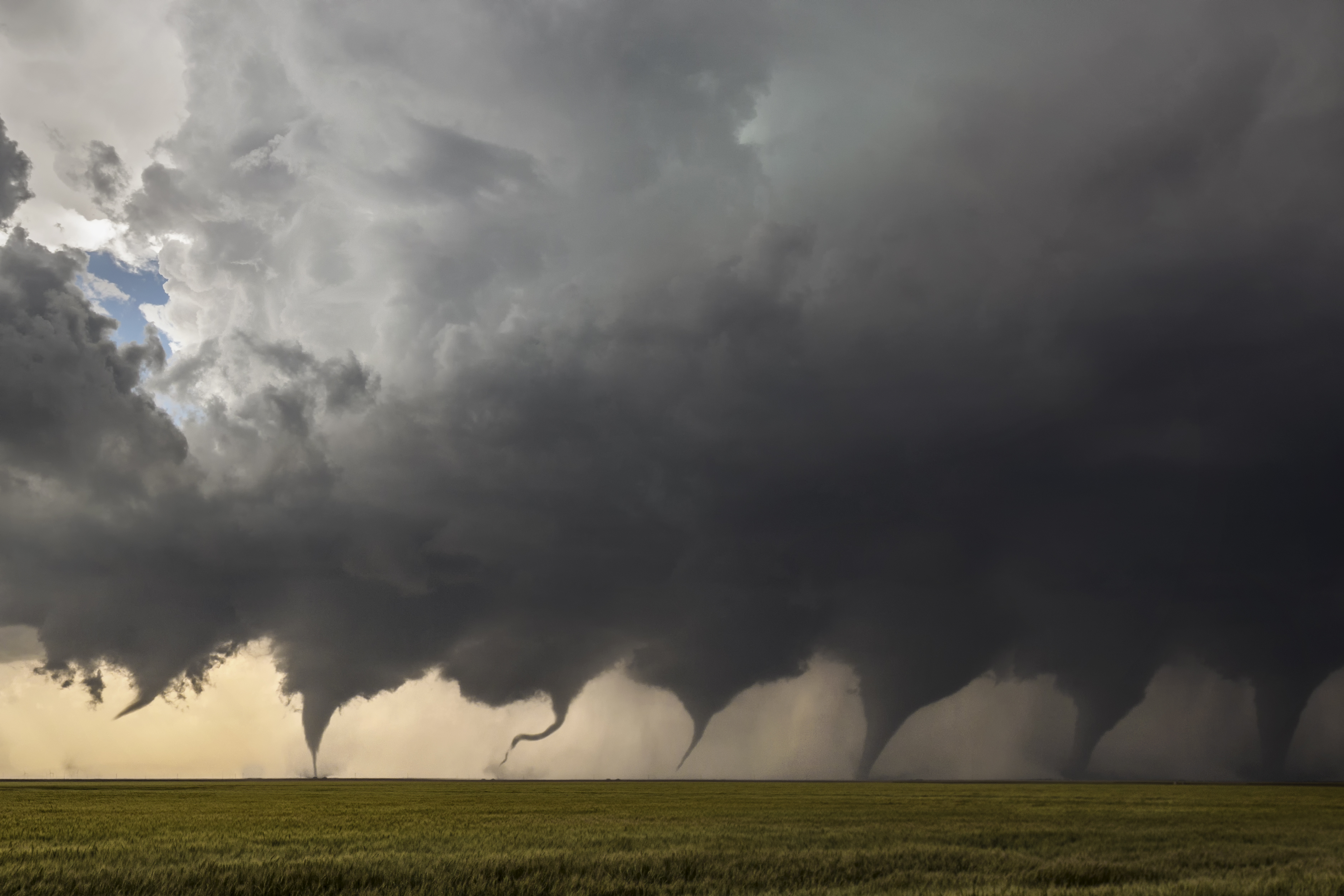
Compositiefoto, acht foto's, van de vorming van een tornado Kansas, 2016

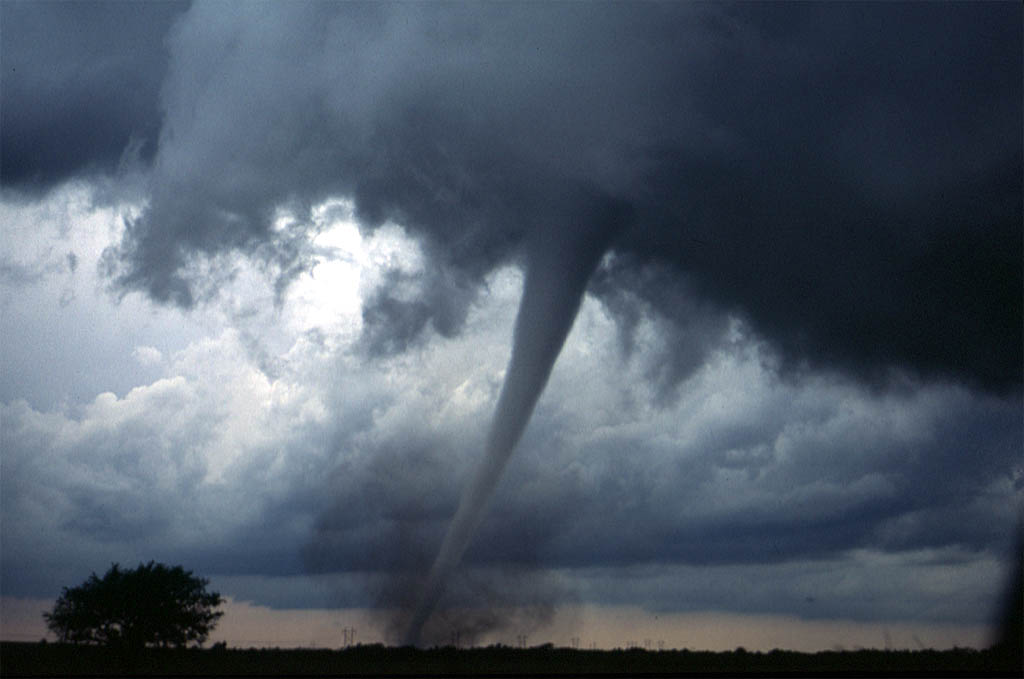
Tornado

Tornado uit de 5e categorie (oorspronkelijk 4e) gezien vanuit het zuidoosten bij het bereiken van het dorpje Elie in de Canadese provincie Manitoba op vrijdag 22 juni 2007

Een tornado (etymologie: Spaans, waarschijnlijk assimilatie van tornada, onweersbui, en tornar, draaien) of wervelstorm is een wervelwind met zeer grote windsnelheden, tot enkele honderden kilometers per uur, en een diameter van enkele tientallen meters tot een paar kilometer. Een tornado is meestal zichtbaar doordat waterdamp condenseert in de wervel of doordat materiaal van het aardoppervlak wordt opgetild.

## Achtergrond

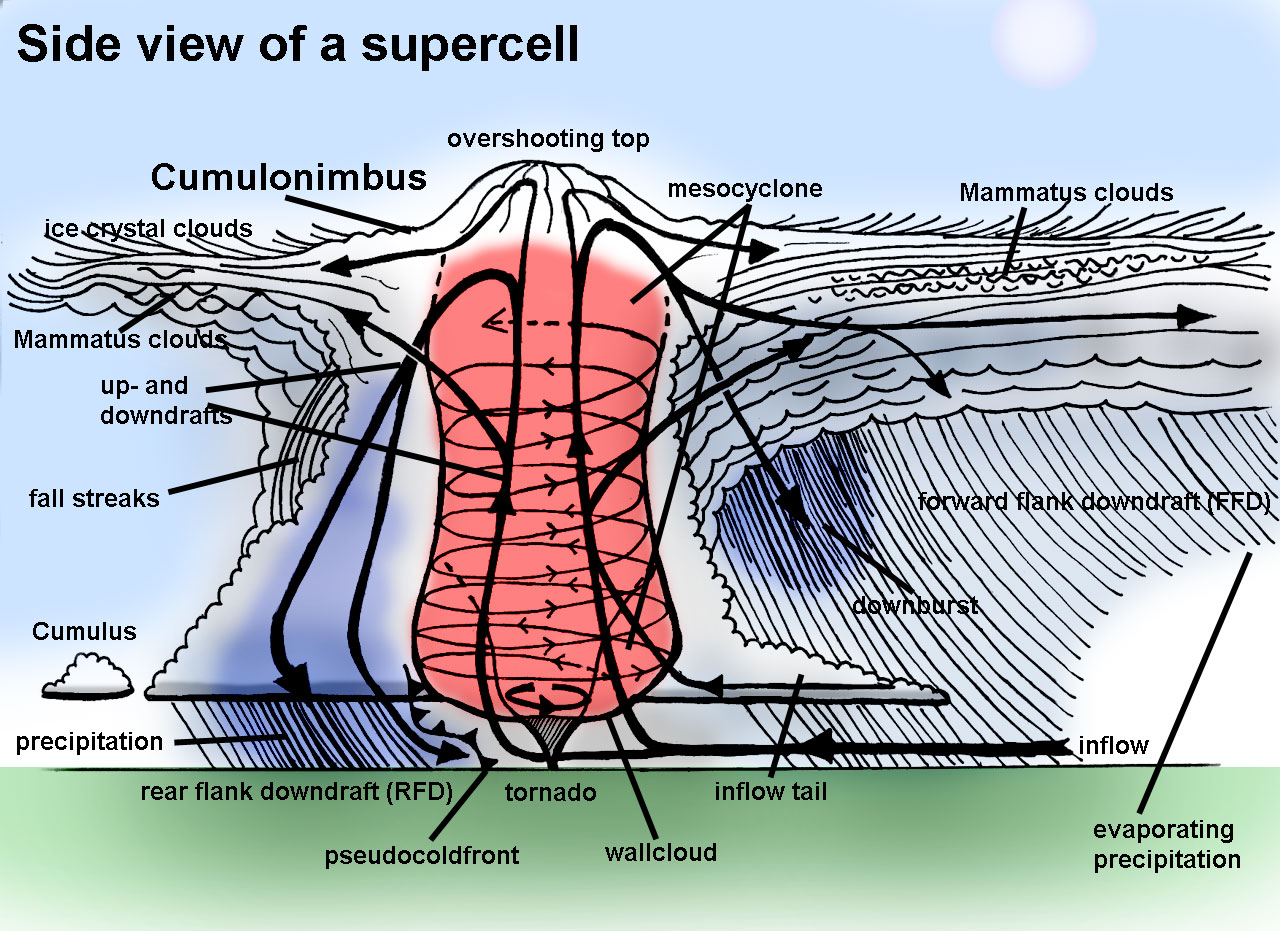
Schematische voorstelling van een supercel met tornado

Een tornado ontstaat onder een sterke en onstabiele opwaartse luchtstroom in een buienwolk van warme lucht. De rotatie kan onderdeel zijn van een rotatie van de hele bui, die in dat geval dan supercel genoemd wordt. De rotatie van de supercel wordt een mesocycloon genoemd. Daarnaast kunnen ook tornado's voorkomen die niet met een rotatie van de gehele bui samenhangen, of bij buienwolken niet in hun geheel roteren. In het laatste geval zijn ze vaak niet zo krachtig en worden ze vaak windhoos genoemd.
Voorwaarde voor het ontstaan van deze (en andere felle) onweersbuien is dat de temperatuur sterk afneemt met de hoogte, terwijl er bij het aardoppervlak lucht aanwezig is die veel waterdamp bevat. Wanneer de waterdamp in de stijgstroom van de bui condenseert tot waterdruppels, komt warmte vrij die ervoor zorgt dat de stijgstroom warmer blijft dan zijn omgeving en daardoor in stand blijft. Warme lucht zet uit en stijgt op door de opwaartse kracht.
De rotatie rond een verticale as in een supercel ontstaat door het kantelen van de rotatie (of preciezer: vorticiteit) rond een horizontale as, die aanwezig is in een stroming waarin de windsnelheid met de hoogte verandert. Dit verklaart waarom voor de sterkste tornado's die met supercellen samenhangen, steeds een sterke verandering van de windsnelheid met de hoogte aanwezig is.

## Indeling
Vergelijkbaar met de schaal van Beaufort voor wind worden tornado's ingedeeld volgens de schaal van Fujita.
Sinds 1 februari 2007 wordt in de Verenigde Staten en in Canada de Enhanced Fujita scale (EF) gebruikt. Deze ziet er als volgt uit:
| Nieuwe schaal Windsnelheid (geschat) | Nieuwe schaal Windsnelheid (geschat) | Nieuwe schaal Windsnelheid (geschat) | Oude schaal Windsnelheid (geschat) | Oude schaal Windsnelheid (geschat) | Oude schaal Windsnelheid (geschat) | Omschrijving        | Voorbeeld van schade |
| Klasse                               | mph                                  | km/h                                 | Klasse                             | mph                                | km/h                               | Omschrijving        | Voorbeeld van schade |
| ------------------------------------ | ------------------------------------ | ------------------------------------ | ---------------------------------- | ---------------------------------- | ---------------------------------- | ------------------- | -------------------- |
| EF0                                  | 65–85                                | 105–137                              | F-0                                | 40–72                              | 64–116                             | Lichte schade       | EF0 damage example   |
| EF1                                  | 86–110                               | 138–178                              | F-1                                | 73–112                             | 117–180                            | Matige schade       | EF1 damage example   |
| EF2                                  | 111–135                              | 179–218                              | F-2                                | 113–157                            | 181–251                            | Aanzienlijke schade | EF2 damage example   |
| EF3                                  | 136–165                              | 219–266                              | F-3                                | 158–206                            | 252–332                            | Ernstige schade     | EF3 damage example   |
| EF4                                  | 166–200                              | 267–322                              | F-4                                | 207–260                            | 333–417                            | Zeer zware schade   | EF4 damage example   |
| EF5                                  | >200                                 | >322                                 | F-5                                | 261–318                            | 418–511                            | Catastrofaal        | EF5 damage example   |

## Vormen van tornado's
Tornado's kunnen verschillende vormen hebben en worden onderscheiden in:
- kachelpijptornado, die verticale wanden heeft die loodrecht op het aardoppervlak staan;
- touwtornado, die eruitziet als een slang in de lucht;
- wigtornado, die de vorm heeft van een grote driehoek met de punt naar beneden, met naar onder taps toelopende zijkanten.

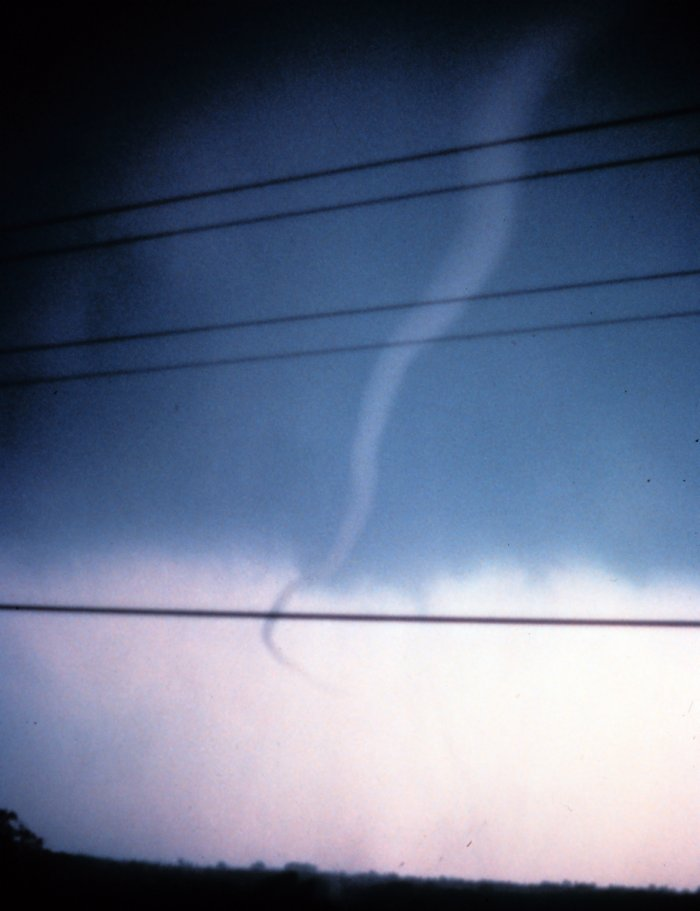
Touwtornado
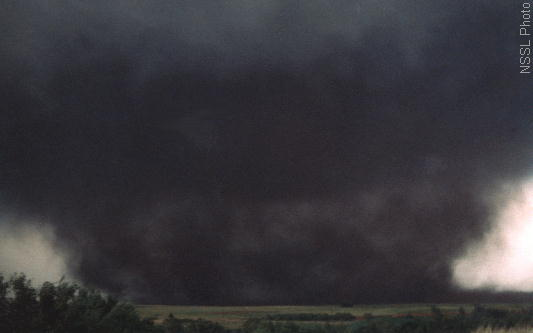
Wigtornado

Een tornadofamilie is een serie tornado's voortgekomen uit dezelfde supercel.

## Tornadojagers

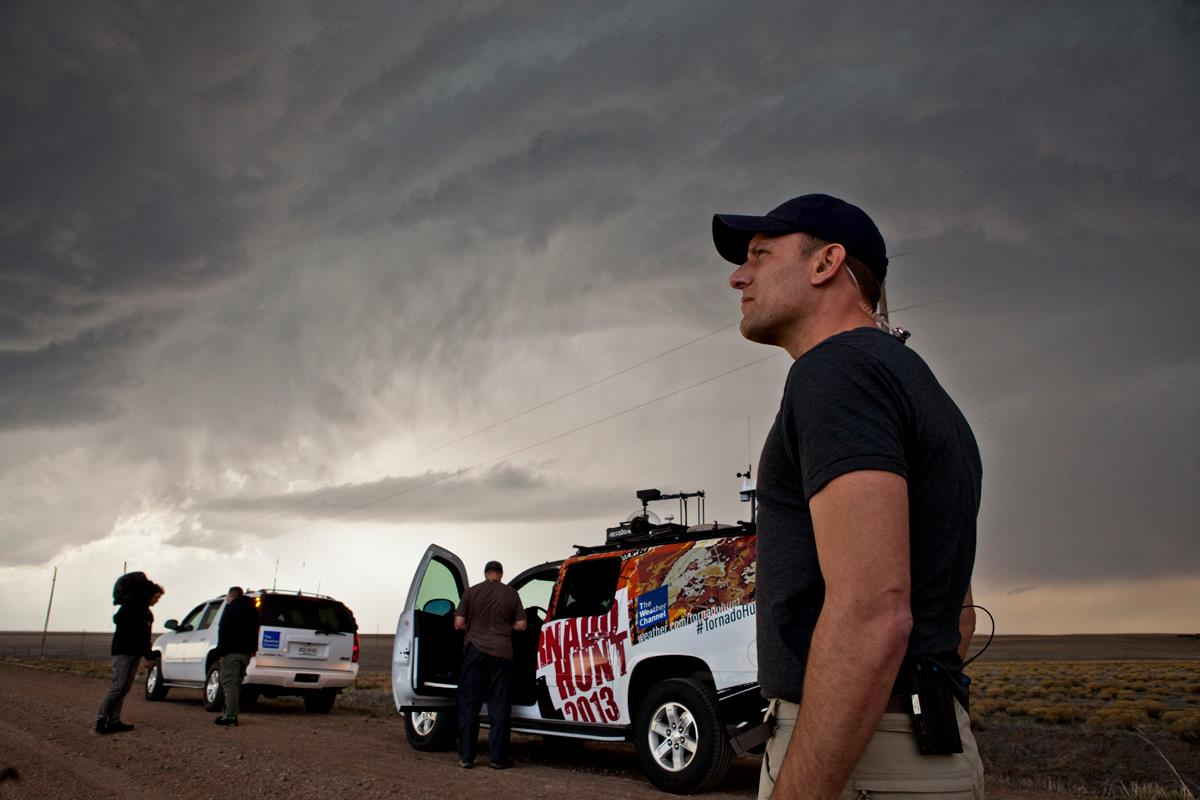
Tornadojagers

Het is vaak mogelijk om gebieden waarin tornado's zullen gaan voorkomen, een aantal uren tot dagen van tevoren aan te wijzen. De exacte plaats en het exacte tijdstip blijven echter heel onvoorspelbaar. Mensen die meestal voor de kick op zoek gaan naar tornado's en/of zware onweersbuien worden tornadojagers of stormchasers (vooral in de Verenigde Staten) genoemd. Sommige tornadojagers zijn wetenschappers die metingen willen doen van temperatuur, druk en luchtvochtigheid in de directe nabijheid van een tornado, en de tornado met een radar scannen. Hiermee hopen ze het ontstaan van tornado's, waarover nog veel onduidelijk is, beter te begrijpen.

## Tornado's in de Verenigde Staten

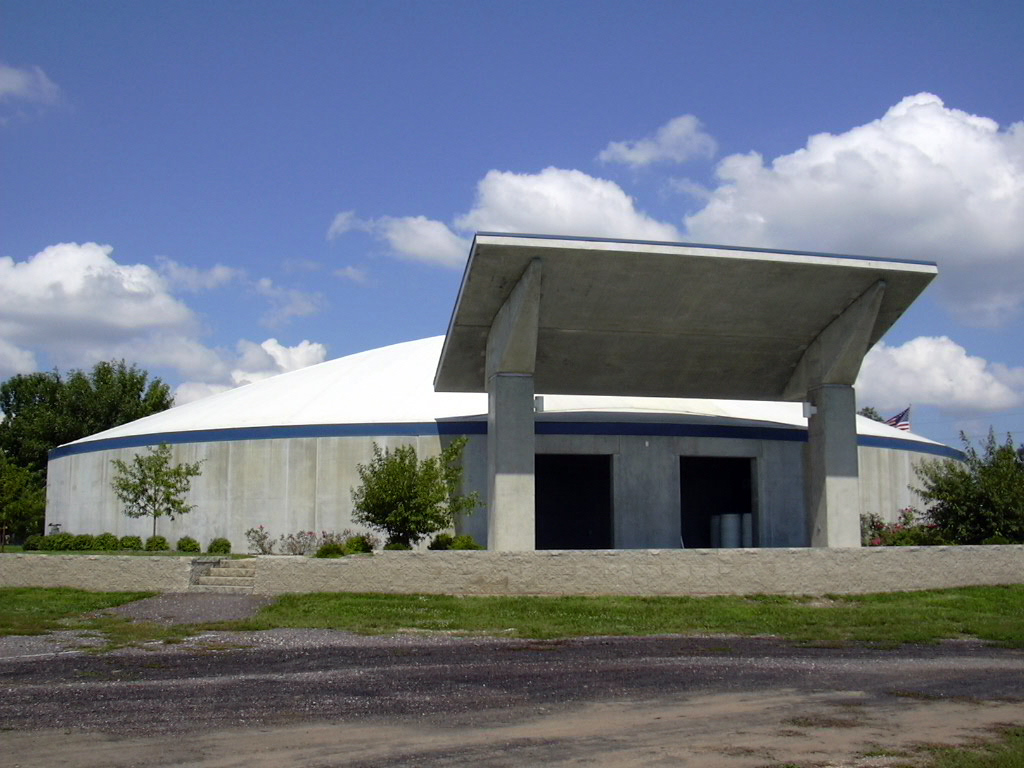
Schuilplaats tegen tornado's in Iowa

Radarbeelden van tornado's in Oklahoma op 3 mei 1999

Tornado's komen relatief vaak in het centrale deel van de Verenigde Staten voor, gemiddeld zo'n duizend per jaar. De meeste zijn niet sterk, maar sommige wel. Het gebied dat wel Tornado Alley genoemd wordt, van Midden-Texas tot het oosten van Nebraska en Iowa heeft er het meest mee te maken, voornamelijk in de maanden april, mei en juni.
Vochtige warme lucht stroomt vanuit de Golf van Mexico noordwaarts en schuift over de Tornado Alley onder een luchtlaag afkomstig uit Mexico en de Rocky Mountains, waarin de temperatuur sterk afneemt met de hoogte. Zo wordt aan de twee voorwaarden voor sterke onweersbuien voldaan. Daarbij komt, dat er een zuidelijke wind waait, waarvan de snelheid vlak boven het aardoppervlak sterk toeneemt met de hoogte. Dit wordt een low level jet genoemd. Rond 5 kilometer hoogte waait daarbij een sterke westelijke wind. Dit ruimen van de wind met de hoogte levert een extra bijdrage tot het ontstaan van rotatie in de eventuele buien die ontstaan.
Op 10 en 11 november 2002 werd het midden van de VS getroffen door 70 tornado's waarbij 36 mensen omkwamen. Op 3 en 4 mei 1999 ontstonden er in Oklahoma en Kansas 60 tornado's, waarbij zeker 45 mensen de dood vonden. Sommige tornado's hadden een diameter van 800 meter. Op 3 april 1974 vond een "super outbreak" plaats waarbij in het middenwesten van de VS 148 tornado's ontstonden en 300 mensen omkwamen.

## Tornado's in Nederland en België
In Nederland en België komen ook af en toe tornado's voor. Uit onderzoek blijkt dat er in Nederland naar schatting 35 tornado's per jaar voorkomen. Per eenheid van oppervlakte is dit 8,4 tornado's per 10.000 km² of 21,8 tornado's per 10.000 vierkante mijl. Ter vergelijking: in Florida, de staat met de hoogste tornadodichtheid van Amerika, komen 3,6 tornado's per 10.000 km² voor of per 10.000 vierkante mijl 9,4 tornado's. 
Er is echter één groot verschil. Vaak zijn het zwakke tornado's, die meestal windhozen genoemd worden. Dit geldt overigens ook voor Florida, dat niet in Tornado Alley ligt (in dat geval is het Oklahoma met 8,2 tornado's per 10.000 vierkante mijl). Een enkele keer bereikt ook in Nederland of België een windhoos de kracht van een sterke (Amerikaanse) tornado, zoals op:
- 1 augustus 1674 met grote verwoestingen op vele plaatsen in Nederland; zie de storm van 1 augustus 1674
- 10 augustus 1925 in Borculo; zie: stormramp van 1925
- 1 juni 1927 bij Neede (F4)[4] zie stormramp van 1927.
- 23 augustus 1950 op de Veluwe (F4/F5). Het schadespoor van deze tornado had een lengte van 46 kilometer en was 400 tot 1400 meter breed, en liep voornamelijk door de plaatselijke bossen. Er vielen geen slachtoffers;[5][6] zie: tornado van 23 augustus 1950.
- 25 juni 1967 in Oostmalle, Chaam en Tricht (F3) [4]; zie: windhozen van 25 juni 1967.
- 14 augustus 1999 in Doornik. De kathedraal van Doornik werd zwaar beschadigd.
- Op 19 juni 2021 raasde een kleine tornado door Beauraing waarbij er 78 huizen beschadigd raakten en 17 mensen gewond raakten.[7]
- Op 27 juni 2022 trof een tornado Zierikzee. Eén dode en negen gewonden.

Op enige kilometers afstand van de Belgische grens werd de Franse stad Hautmont op 3 augustus 2008 getroffen door een F3-tornado. Daarbij vielen 3 doden en 19 gewonden. 1000 huizen raakten beschadigd. Hiervan werden 250 onbewoonbaar. Deze tornado maakte deel uit van een Europees slechtweerfront.